# Planchonella micronesica
Planchonella micronesica là một loài thực vật có hoa trong họ Hồng xiêm. Loài này được (Kaneh.) Kaneh. ex H.J.Lam miêu tả khoa học đầu tiên năm 1942.